# Big room house
Big Room house (o simplement abreujat com Big Room) és un subgènere de l'electro house, situat dins de l'anomenat EDM, amb moltes influències que deriven des del hard techno, el progressive house, el tràngol i el dutch house. Sovint es caracteritza per la introducció de pujades i baixades (amb piano, cordes, vocals), seguit d'un estat altament energètic i una caiguda de baix i bombo generalment simplistes i un "breakdown" sintetizado.1 Cada producció està generalment realitzada a una velocitat de 126-132 BPM.2 El terme "big room" es refereix a la reverberació de les línies de baix, a l'una de bombos "minimalistes", creant una il·lusió de sentir-se en un espai tancat. Actualment, la classificació del Big room com un subgènere de l'electro house està perdent importància, permetent que aquest es desenvolupi més com un gènere musical propi.